# Madame de Sade
Madame de Sade (en japonés: サド侯爵夫人, Sado Kōshaku Fujin) es una obra de teatro en tres actos del escritor japonés Yukio Mishima, publicada el 15 de noviembre de 1965. Se publicó como libro en una edición limitada en varios idiomas.
Madame de Sade cuenta la historia de Renée de Sade, esposa del infame noble marqués de Sade, como ficción histórica. Un elemento central de ella es la agitación interna de Renée, su familia y sus conocidos durante uno de los muchos encarcelamientos del Marquis.
Mishima se sintió motivado a escribir la obra cuando leyó biografías de Sade y se preguntó por qué Renée esperó hasta que su marido fuera liberado para dejarlo. Su propia interpretación de sus motivaciones es el motivo rector de la obra. Otra gran inspiración fue su amigo cercano Tatsuhiko Shibusawa, quien tradujo la novela Juliette o las prosperidades del vicio (japonés: Akutoku no Sakae (悪徳の栄え)) de de Sade al japonés en 1960 y escribió una biografía de él en 1964. La traducción sexualmente explícita de Shibusawa se convirtió en el foco de un caso judicial muy publicitado conocido como el caso Sade (en japonés: Sado saiban), que se decidió contra Shibusawa en 1969. Mishima estuvo presente en algunas audiencias judiciales e incorporó los hechos a la obra.
Todos los personajes de la historia son mujeres. En 1968 Mishima publicó Mi amigo Hitler (jap: わが友ヒットラー Waga Tomo Hittorā), obra complementaria del marqués de Sade, esta vez con un reparto íntegramente masculino. La obra representa a los personajes históricos Adolf Hitler, Gustav Krupp, Gregor Strasser y Ernst Röhm, y los utiliza como portavoces para expresar las propias opiniones de Mishima sobre el fascismo y la belleza.

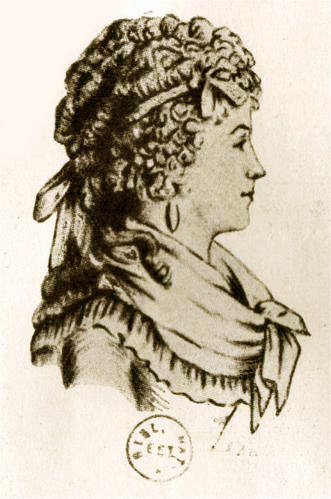
Retrato de Renée de Sade, esposa del infame marqués de Sades y protagonista de la obra.

Madame de Sade fue un gran éxito a nivel internacional y todavía hoy se representa en todo el mundo y especialmente en Francia. Una producción en el Wyndham's Theatre en marzo de 2009 fue protagonizada por Rosamund Pike y Judi Dench, entre otros. La revista de teatro Theatre Arts describió la pieza en 1994 como “el mejor drama en la historia del teatro de posguerra”.

## Caracteres
Según Mishima, cada uno de los seis caracteres simboliza una forma de la naturaleza humana. Por tanto, la obra también puede verse como una alegoría:
- Renée – protagonista y esposa del marqués de Sade.
  - Representa la devoción conyugal.

- Madame de Montreuil, la madre de Renée.
  - Representa la ley, la sociedad y la moral.

- Anne: la hermana menor de Renée.
  - Representa la inocencia femenina y la falta de principios.

- Baronesa de Simiane
  - Representa la religión.

- Condesa de Saint-Fond
  - Representa impulsos y deseos carnales.

- Charlotte: ama de llaves de Madame de Montreuil.
  - Representa a la gente común.

Todos los personajes excepto Renée, su madre y su hermana, son ficticios. La figura más importante, el marqués de Sade, no aparece físicamente en la obra.

## Estructura

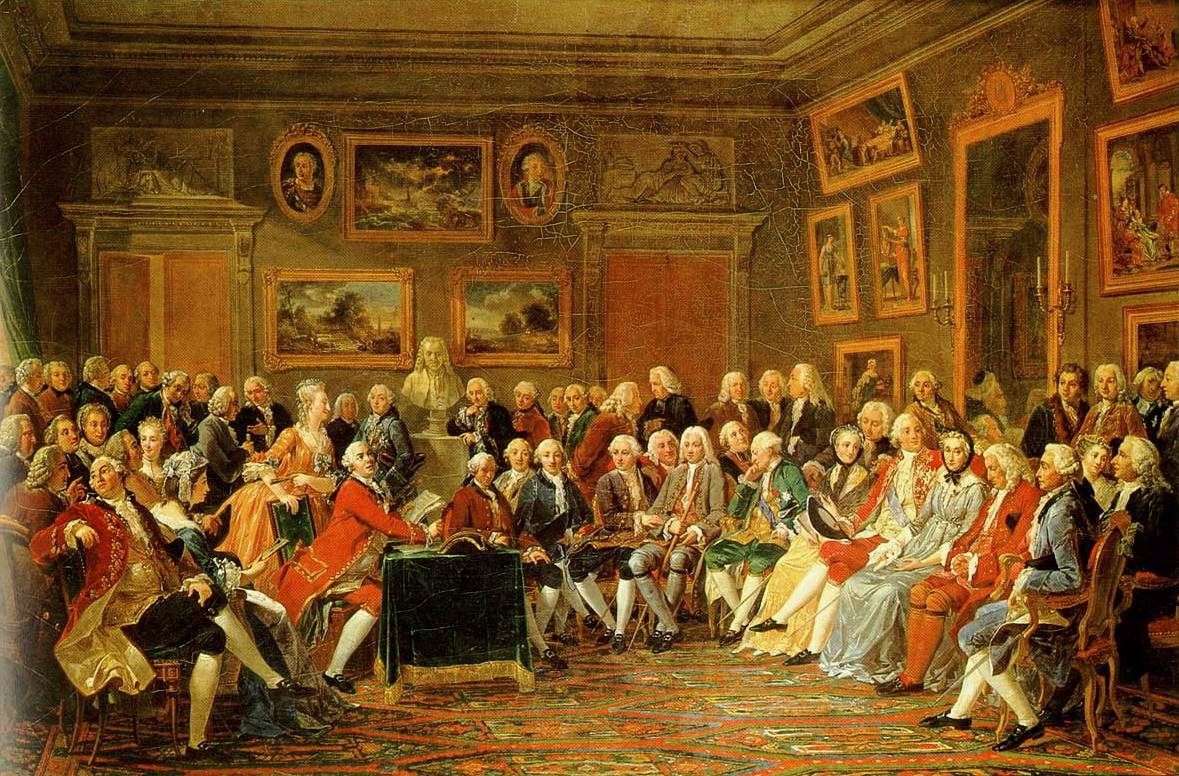
Toda la obra se desarrolla en el salón literario de Madame de Montreuil.

La obra se desarrolla en tres actos.
- El primer acto tiene lugar en el otoño de 1772.
- El segundo acto seis años después, en septiembre de 1778.
- El acto final nuevamente doce años después, en abril de 1790.

El primer acto es el único en el que aparecen los seis personajes. La baronesa de Simiane falta en el segundo acto y la condesa de Saint-Fond falta en el tercer acto.
El escenario de cada uno de los tres actos es un salón literario en la residencia de Madame de Montreuil en París. A medida que avanza la historia, las decoraciones y joyas del salón se vuelven más escasas. Esto puede explicarse principalmente por la revolución francesa y la lenta expropiación de la nobleza.

## Trama

### Primer acto
París, otoño de 1772, en el Salón de Montreuils: el acto sirve de introducción a los seis personajes y ofrece una visión de sus personalidades. La baronesa de Simiane y la condesa de Saint-Fond esperan en el salón tras ser invitadas por Madame de Montreuil. Poco después, el espectador se entera de que Madame de Montreuil quiere pedirles un favor. Pregunta a sus invitados si pueden utilizar su influencia para liberar a su hijastro, el marqués de Sade, de su prisión. Fue encarcelado porque supuestamente sometió a varias prostitutas de Marsella con dulces de cantaridina y las obligó a tener sexo grupal y anal. Ambas mujeres le prometen ayuda, Simiane a través de sus contactos en la iglesia y Saint-Fond a través de su amplia red de amantes y aventuras.
Renée se une a la reunión y explica que el marqués se ha fugado de prisión y es buscado desde hace varios meses. Después de una larga discusión existencialista en la que Montreuil intenta en vano aconsejar a su hija que se divorcie, Simiane y Saint-Fond se despiden y dejan a Renée sola con su madre para discutir la situación del Marquis. Renée le ruega a su madre que salve a Marquis de otra sentencia más larga, y los dos entablan una acalorada discusión. Montreuil exige a su hija que confiese el paradero exacto de su marido, pero ella jura ignorarlo. La discusión termina abruptamente cuando Renée se desmaya por el estrés.
Después de que Montreuil y Renée abandonan el escenario, Anne y Charlotte entran en escena. Anne le dice a Charlotte que quiere evitar a su hermana, pero Montreuil la interrumpe. Anne dice que regresó de un viaje a Venecia con alguien a quien no quiere nombrar. Presionada por su madre, admite que su compañero de viaje no es otro que su cuñado, el marqués de Sade. Cargada de emociones, Anne admite además que está teniendo una aventura con el marqués y que Renée sabe tanto sobre la aventura como sobre el paradero del marqués.
Cuando Montreuil se entera de la infidelidad de su yerno, se pone fuera de sí y convence a Anne para que revele el paradero de Marquis. Le pide a Charlotte que escriba tres cartas:
- 1. La primera está dirigida a la condesa Saint-Fond y le pide que deje de ayudar inmediatamente.
- 2. La segunda está dirigida a la baronesa de Simiane y también le pide que deje de ayudar.
- 3. La tercera carta está dirigida al rey francés.

### Segundo acto

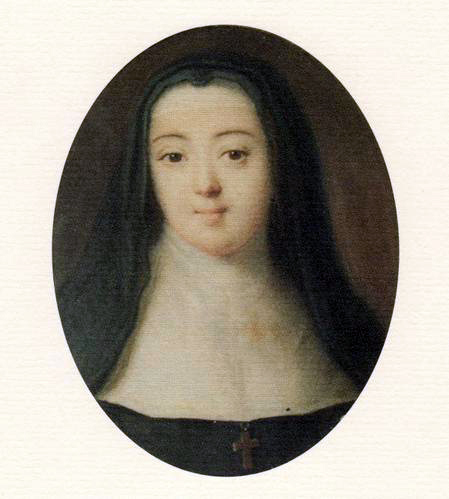
Retrato de Anne-Prospère Cordier de Launay, llamada únicamente Anne en la obra.

París, septiembre de 1778, en el Salón de Montreuil. Anne y Renée se conocen y Anne revela que lleva consigo una carta de su madre. Después de una pelea a medias entre los hermanos, Renée le arrebata la carta a Anne y la lee. La misiva informa que el caso del marqués de Sade ha sido juzgado nuevamente ante los tribunales, su sentencia de muerte ha sido cambiada a una sentencia de prisión temporal y pronto será puesto en libertad. Renée se emociona. Las dos hermanas discuten el distanciamiento entre Renée y su madre, y Renée se da cuenta de que su madre fue el motivo de la renegociación.
Renée y su hermana visitan a su madre y las tres discuten los motivos del Marquis para sus acciones cuestionables. Cuando Renée expresa su deseo de viajar a casa para preparar la propiedad para el regreso de su marido, Anne y Montreuil intercambian miradas fugaces y se comunican de forma no verbal para mantener a Renée con ellos. Renée elogia a su madre por ayudar a liberar a Marquis, pero enfatiza cada vez más la importancia de comportarse moralmente y de acuerdo con la sociedad. Cuando Montreuil finalmente comienza a denunciar a Marquis en su largo monólogo, Renée y Anne inmediatamente lo defienden. En medio de la discusión, Charlotte y la condesa Saint-Fond entran en la habitación.
La condesa explica que tuvo una inspiración y le gustaría compartirla directamente con Montreuil. Les cuenta a las damas sus últimas aventuras eróticas y obscenas, incluida su participación en una orgía con varios hombres africanos. Durante la orgía se dio cuenta de por qué Marquis actuaba de esa manera: “De repente entendí a Alfonse. Yo era Alfonso”. Montreuil y Anne se burlan de la condesa.
Renée se da cuenta de que la fecha escrita en la carta es un mes antes de su entrega y se enfrenta a su madre. Estalla una discusión entre Renée y su madre, en la que Montreuil le pide desesperadamente a su hija que finalmente deje al Marquis. Renée se niega rotundamente a hacerlo. Montreuil le informa a Renée que contrató a un detective privado para investigar al Marquis y a Renée,  y que él pudo descubrir que Renée tuvo que participar en algunos de los sádicos juegos sexuales sadomasoquistas del Marquis y fue maltratada regularmente por él.
Montreuil repite que su matrimonio con el Marquis pronto convertirá a Renée en una marginada. Pero ella lo inculpa: todo iba bien mientras Alphonse ayudó a la familia a conseguir riqueza y estatus, y él estaba completamente de acuerdo con el matrimonio, pero la situación difícilmente podría ser más desafortunada de lo que denuncia el Marquis. Cuanto más acusa Renée a su madre, más se enoja Montreuil antes de enloquecer por completo:

Montreuil: “¡Renée, te voy a pegar en la cara!”.

Renée: “¡Adelante! ¿Pero qué harás si me retuerzo de alegría cuando me golpeas?”

Montreuil: “Renée, cuando dices eso, tu cara parece…”

Renée (da un paso adelante): “¿Sí? ¿Qué le pasa a mi cara?"

Montreuil (levanta la voz): “¡...parece la de Alphonse!”

Renée (risas): “La condesa tiene una descripción perfecta para ello. ¡Soy Alfonso!

Finaliza el segundo acto.

### Tercer acto
París, abril de 1790, en el Salón de Montreuil, nueve meses después del estallido de la Revolución francesa: los aristócratas están cada vez más en peligro debido a la revolución.
Anne planea escapar a Venecia con su marido y le ofrece a su familia que la acompañe. Montreuil se niega: la decisión del tribunal ha sido anulada y Marquis puede regresar. Debido a su prominencia, ella no tendría problemas para conseguir indulgencias y estaría a salvo. Mientras tanto, Renée decide ingresar en un monasterio y dejar atrás a su marido.
Montreuil se sorprende por la decisión de Renée y le pregunta sobre su motivo. Ella responde que escribió la novela Justine o los infortunios de la virtud en prisión. Después de leer el libro, se dio cuenta de que había entendido mal la frase "Soy Alphonse". Renée se acerca a su madre y le dice: “¡Soy Justine!” El mundo en el que viven fue creado por el Marquis y ahora que quiere construir "una escalera al cielo", está fuera de su alcance.
Montreuil ha perdido a todos sus seres más cercanos. Sus dos hijas se mudan, Madame de Simaine también se inscribe en un convento y Madame de Saint-Fond es asesinada a patadas por una turba enfurecida. Charlotte, la representante del pueblo, es la única que se beneficia de la revolución: finalmente pierde su sumisión y se siente especial por primera vez en su vida.

## Interpretaciones del final
A lo largo de los años, se han formulado varias interpretaciones del final de la obra en diversos idiomas. Aunque Mishima nunca ha tomado una posición sobre cómo él mismo ve la historia, se han establecidpropuestoo las siguientes interpretaciones:
Shoji Shibata explicó la negativa de Renée a volver a ver a su marido con el mundo ilusorio que ella misma construyó y a partir del cual justificó toda su existencia. “Renée se define a sí misma y a su valor a través de la castidad para con su marido. Esta castidad sólo tiene valor si es un desafío mantenerla, es decir, mientras de Sade sea intocable." Desde el momento en que de Sade es liberado, pierde su “trascendencia”. “Renée definió su carácter luchando por la libertad de su marido. Cuando esta pelea termine, el tiempo de su personaje también terminará".
Otros establecieron paralelismos con los finales de El marino que perdió la gracia del mar y La seda y el conocimiento y vieron la negativa de Renée de manera más simbólica. El marqués de Sade representaría a los Tennō y a Japón durante y como resultado de la guerra. A pesar de todas las “cargas” que lleva Renée y el sufrimiento que soporta, ella lucha por el antiguo Japón y el sagrado Tennō. Cuando de Sade es liberado, todo es más fácil para Renée, pero ella no recuperará al mismo de Sade por el que luchó. Desde el momento de su liberación, de Sade representa el profanado Tennō de posguerra, incluida su constitución de posguerra y su occidentalización. Esto también trae muchas ventajas para los japoneses, concretamente el desarrollo económico, pero no es el mismo Japón por el que los japoneses fueron a la guerra.

## Paralelos con el caso real de Sade

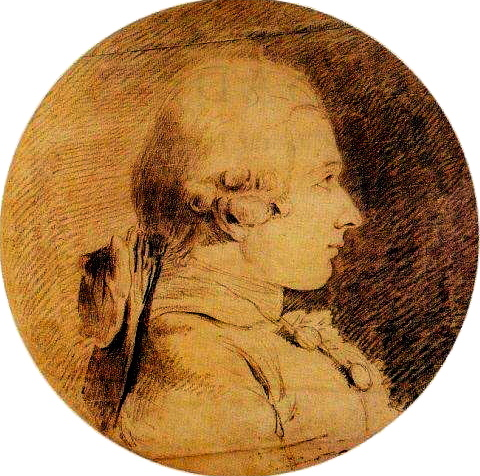
Retrato del marqués de Sade.

Si bien Madame de Sade es una obra histórica y ficticia, sin embargo, debido al objetivo de Mishima de descifrar los verdaderos motivos de Renée de Sade, gran parte de la trama se basa en hechos reales.
El encarcelamiento de De Sade por la denuncia de dos prostitutas se produjo en realidad en 1772 y resultó en su condena a muerte después de que una solicitud anterior de encarcelamiento por malos tratos graves mediante azotes fuera retirada por un pago. Como en la historia, se dice que de Sade administró dulces de cantaridina para obligar a las ahora sumisas damas a tener sexo grupal y coito anal. Aunque se sabe que de Sade obligó repetidamente a personas a sufrir graves abusos sexuales contra su voluntad, los historiadores ahora dudan de la exactitud de esta acusación. La cantaridina no es un afrodisíaco, como se suponía anteriormente.
También son ciertos el romance entre de Sades y su cuñada Anne-Prospère Cordier de Launay y su alojamiento con ella en Venecia. La historia de amor quedó clara en una carta de De Launay publicada por Maurice Lever en 2005, en la que ella describía su relación y la firmaba con su sangre. Cuando se escribió la obra, estos eran sólo rumores que circulaban en los círculos aristocráticos, pero los historiadores ya los calificaron como auténticos.
La reacción de la suegra de Sade fue similar a la de la obra. Cuando se enteró del asunto, obtuvo una orden de arresto real (Lettre de cachet) contra de Sade, por lo que fue arrestado a su regreso a París en 1777 y encarcelado en la fortaleza de Vincennes, que sirvió como prisión, sin nuevo juicio hasta 1784. Para su sorpresa, la sentencia de muerte impuesta en 1772 fue anulada en 1778. 
La anulación del encarcelamiento de Sade fue también un hecho histórico, aunque en ese momento ya no se encontraba en una prisión regular sino en el asilo de Charenton. La cancelación se debió a la revolución francesa, durante la cual el Directorio abolió todas las lettres de cachet. El escritor ahora conocido como ciudadano Sade también se benefició de ello. La huida de Anne-Prospère Cordier de Launay a Italia y el ingreso de Renée de Sade en un monasterio se consideran hechos históricamente probados. El paradero de la suegra de Sade, sin embargo, es controvertido.

## Trasfondo

### Proceso de escritura e inspiración

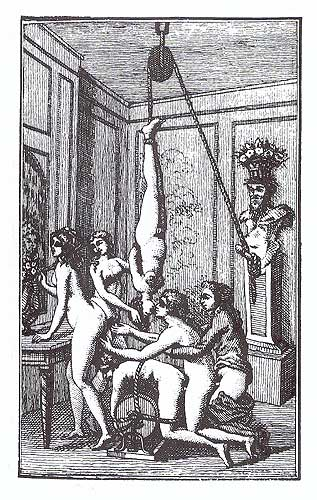
La novela Juliette (aquí un dibujo de la novela) se convirtió en un tema de discusión pública cuando el confidente cercano de Mishima, Tatsuhiko Shibusawa, la tradujo al japonés. El caso judicial asociado se incorporó a la obra.

Mishima se interesó cada vez más en la política en la década de 1960 debido a las protestas estudiantiles contra el Tratado de Cooperación y Seguridad Mutuas entre Estados Unidos y Japón. Frente a los Zengakuren, recurrió cada vez más a ideas nacionalistas y estuvo cada vez más seguro de que, tarde o temprano, una toma del poder por parte de la izquierda sólo sería posible mediante la resistencia civil y militar.  Posteriormente incluso fundó una milicia privada llamada Tatenokai.
En este contexto, Mishima investigó revoluciones de todo tipo y analizó las causas del éxito y del fracaso. Desarrolló un interés particular en la revolución francesa (el propio Mishima hablaba francés con fluidez). A través de esto también encontró el camino de regreso al marqués de Sade, cuyos libros había admirado anteriormente pero sin haberse ocupado de su biografía.
Al mismo tiempo, el amigo íntimo de Mishima, Tatsuhiko Shibusawa, estaba siendo juzgado por obscenidad. Había traducido la novela Juliette del marqués de Sade al japonés de una manera sexualmente explícita, haciendo así que la "basura" fuera accesible al pueblo japonés. Mishima participó en algunos casos judiciales e incorporó los acontecimientos y discusiones filosóficas a la obra. Mishima le escribió sobre el tema en una postal:

Si realmente te condenan, tengo un amigo con antecedentes penales. No puedo sentirme más orgulloso.
Yukio Mishima, 16 de abril de 1960

El 26 de octubre de 1962, Shibusawa fue absuelto por el Tribunal de Distrito de Tokio, pero la fiscalía apeló y el Tribunal Superior de Tokio lo declaró culpable el 21 de noviembre de 1963. Tras el recurso de casación de Shibusawa, la Corte Suprema de Japón revisó el caso y lo condenó a una multa de 70.000 yenes (aproximadamente 540 euros) en 1969. Shibusawa comentó esto en los medios de la siguiente manera:

Llevo 10 años luchando aquí para tener que pagar 70.000 yenes. Estamos engañando a los ciudadanos. Pensé que me encarcelarían al menos 3 años. […] Definitivamente sacaré el libro de todos modos.
Tatsuhiko Shibusawa, 1969

La cuestión central que preocupaba a Mishima era el extraño comportamiento de su esposa Renée. Mishima se preguntó por qué permaneció al lado de su marido durante tantos años, para luego renunciar a él cuando éste fue liberado:

Lo que más me fascinó desde el punto de vista de un escritor fue que Madame de Sade fuera tan casta y coherente cuando el marqués estaba en prisión y, paradójicamente, sólo se sintiera libre cuando su marido fue liberado. Era un acertijo apasionante, cuya respuesta correcta nadie sabe, probablemente ni siquiera la propia señora de Sade. Por tanto, intenté descifrar el misterio desde múltiples perspectivas y morales.
Yukio Mishima, 1965

Mishima anunció en 1965 su plan para una tetralogía de novelas que trazaran la historia de Japón en el siglo XX, tras lo cual no tendría nada más que decir. Esta serie de novelas, El mar de la fertilidad ((jap. Hōjō no umi (豊饒の海)), acusa a Occidente, con su influencia democratizadora y mercantilista, de erosionar radicalmente la cultura y la moralidad japonesas. Mishima alertó a Japón de su intención en Madame de Sade, aparecida el año en que comenzó su tetralogía.

### Cronología de publicación
En el número de noviembre de 1965 de la revista literaria Bungei se imprimieron pasajes de Madame de Sade. Fue publicado en forma de libro por Kawade Shobo el 15 de noviembre del mismo año. Como representación teatral, Madame de Sade se estrenó el 29 de noviembre en el Kinokuniya Hall de Tokio. Ese mismo año la obra recibió el “Premio Grad Arts Theatre”.
El libro ha sido traducido a varios idiomas.

## Recepción
En el momento de su publicación, Madame de Sade fue descrita como la obra maestra de Mishima y posteriormente fue representada en todo el mundo.
Jun Etō dijo que la pieza tenía “un estilo excelente”. Yamamoto Kenkichi elogió a Mishima por la “claridad” con la que incorporó las diversas corrientes políticas y filosóficas a la historia. Consideró que el enfoque de “considerar el libro de Sade (Justine) como un detonante de la conversión” era una “idea interesante”. También elogió los diálogos como “auténticos”.
En una encuesta realizada entre críticos de teatro en 1994, Madame de Sade ocupó el primer lugar. Votada como una de las mejores obras de posguerra. En otra encuesta iniciada por Hisashi Inoue, Mishima ocupó el puesto número 1 entre los mejores dramaturgos. En su introducción a la obra, Inoue describió a Madame de Sade como una obra maestra. Es una “joya” poco común que “combina diálogos claros, una estructura clara y un análisis psicológico profundo”.
La actriz Yatsuko Tanami, que interpretó al personaje principal del estreno, describió su papel de Renée como el “trabajo más memorable” de su vida laboral.
Madame de Sade logró un éxito similar fuera de Japón. En un debate público después de una actuación en París en 1977, el público dijo: "Me resulta difícil creer que la obra sea de Japón y no  Francia". Toru Haga afirmó que escuchó a una camarera hablar maravillas de la pieza, sin saber que la obra era en realidad japonesa.
Katsuhiko Ito calificó de “impresionante” la representación del director Ingmar Bergman en Suecia. Yujiro Nakamura calificó la versión de Bergman como "la mejor adaptación de la obra maestra de Mishima".

## Adaptaciones

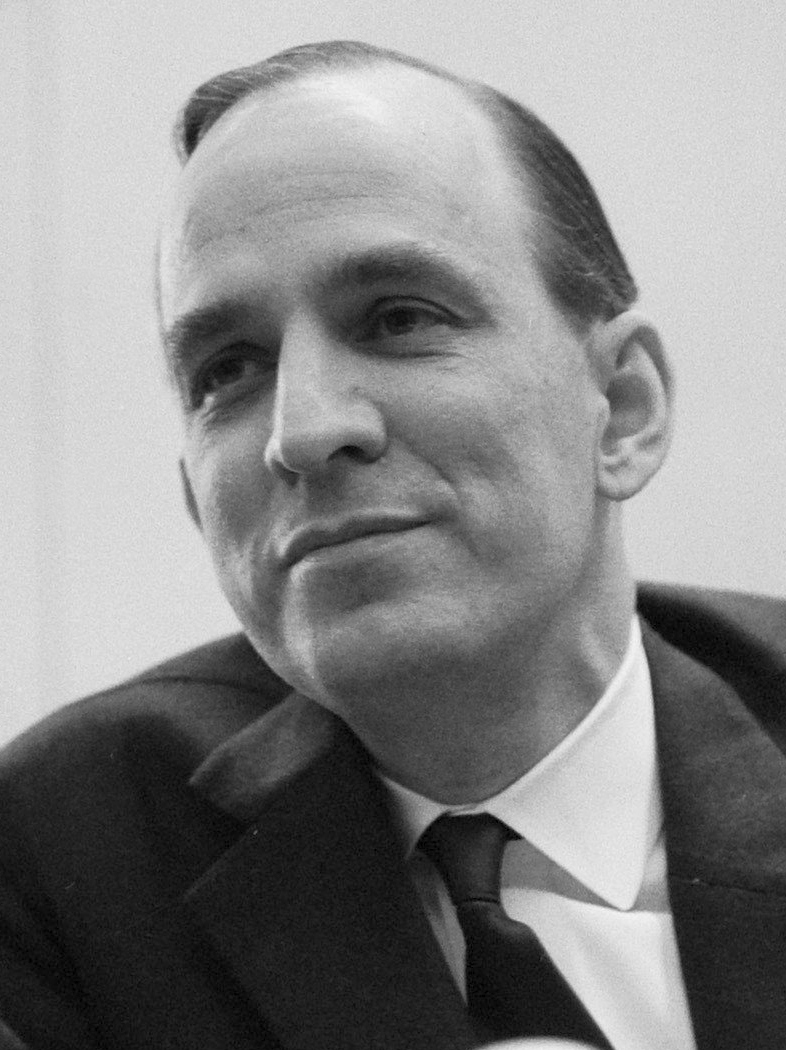
Ingmar Bergman dirigió Madame de Sade en Estocolmo en 1989 y filmó la pieza como drama televisivo en 1992.

Madame de Sade tuvo su primera representación el 14 de noviembre de 1965 en el Kinokuniya Hall de Tokio. El director fue Takeo Matsuura y el productor fue el New Literature Theatre.
El director sueco Ingmar Bergman representó la obra en el Dramaten de Estocolmo en 1989. Los actores principales fueron Stina Ekblad como Renée, Marie Richardson como Anne y Anita Björk como Montreuil. Bergman también dirigió una retransmisión televisiva de la pieza en 1993, cuando ganó el Sole d'Oro con motivo de la octava edición del Premio Riccione.
En 1998, NDR lanzó una obra de radio sobre Madame de Sade de Mishima. Yoshi Oida fue el responsable de la traducción y fue dirigida por Götz Naleppa. Contribuyeron Jutta Lampe, Susanne Uhlen, Gisela Uhlen, Monica Bleibtreu, Imogen Kogge y Sabine Falkenberg.
De 2008 a 2010, Madame de Sade se representó en varias ciudades de Francia con gran éxito de crítica.
En abril de 2009, Michael Grandage interpretó la obra con Rosamund Pike como Renée y Judi Dench como su madre. Dench se torció el tobillo en plena actuación y a partir de ese momento tuvo que desempeñar su papel con un bastón. En consecuencia, las críticas iniciales sobre el desempeño fueron positivas y las posteriores fueron mixtas a negativas.
Las representaciones en alemán de Madame de Sade tuvieron lugar, entre otros, en el Staatstheater Oldenburg en 1969 y en el Altstadttheater Spandau en 1992, dirigidas por Nikolaus Timm; en la Schaubühne am Lehniner Platz de Berlín en 1996 y en el Schauspielhaus Zúrich en 2017 dirigida por Alvis Hermanis.